# Capela (Alagoas)
Pour les articles homonymes, voir Capela.
Capela est une municipalité brésilienne dans l'État de l'Alagoas.